# کلیسای کاتولیک در لهستان

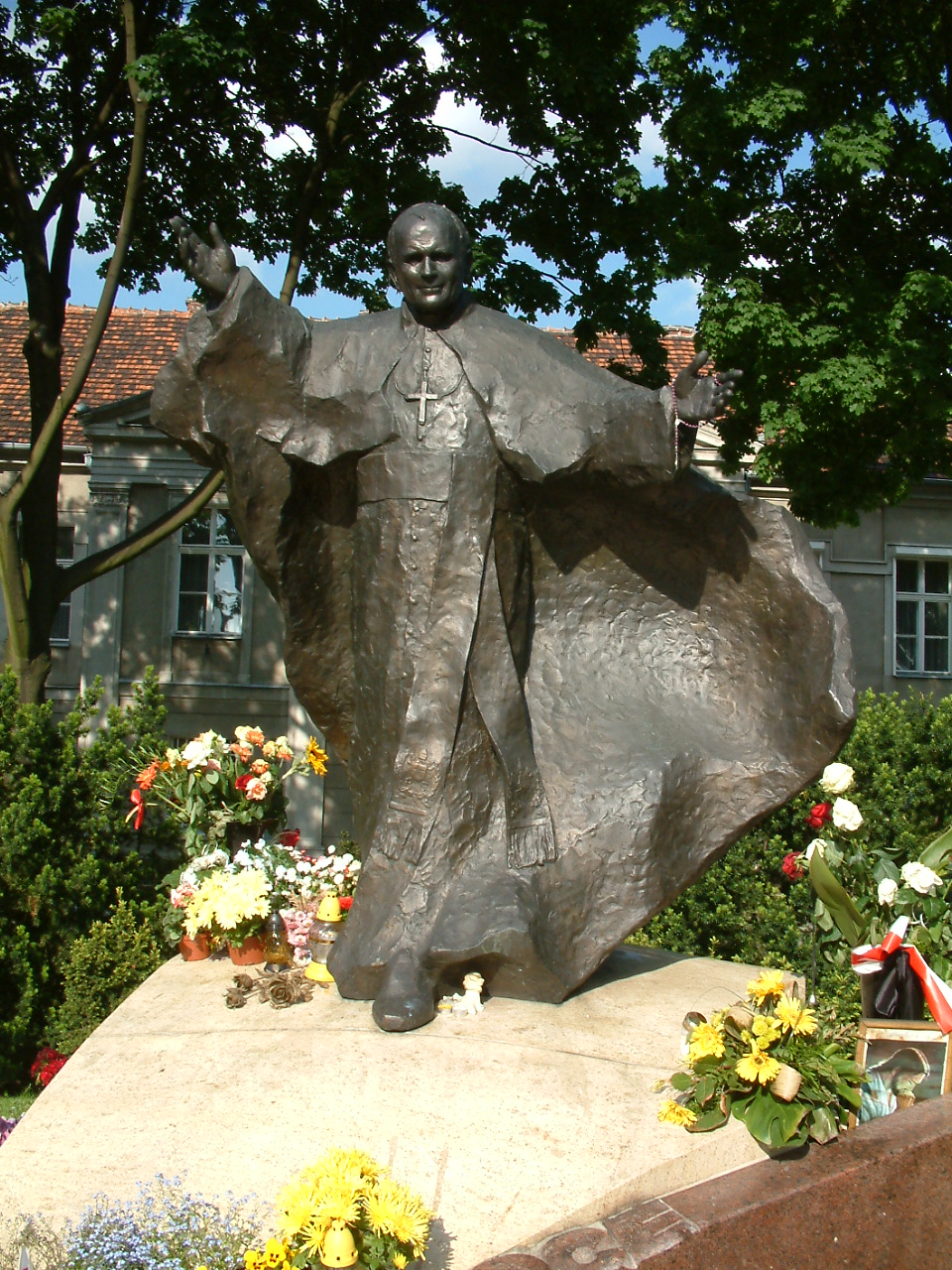
بنای یادبود در پوزنان برای پاپ ژان پل دوم که از سال ۱۹۷۸ تا ۲۰۰۵ به عنوان یک لهستانی رهبری مسیحیان کاتولیک را برعهده داشت.

۴۱ قلمرو اسقفی کلیسای لاتین و دو اپارچی کلیسای شرقی در لهستان وجود دارند که شامل حدود ۱۰۰۰۰ قلمرو کشیشی می‌باشند. در این کشور ۳۳ میلیون کاتولیک وجود دارد: 4  این آمار شامل تعداد نوزادان غسل تعمید یافته هم می‌شود. طبق آمار سال ۲۰۱۴ حدود ۸۵٫۸ درصد جمعیت لهستان کاتولیک هستند.

## یادداشت
1. ↑  "Statistical Yearbook of the Republic of Poland (2014)" (PDF). stat.gov.pl.
2. ↑  "Annuarium Statisticum Ecclesiae in Polonia AD 2017" (PDF). Annuarium Statisticum Ecclesiae in Polonia (به لهستانی). Instytut Statystyki Kościoła Katolickiego SAC. 2017 (2017). 2017. Archived from the original (pdf) on 24 اكتبر 2022. Retrieved 10 May 2017. {{cite journal}}: Check date values in: |archive-date= (help)
3. ↑  "Kościół podaje 7% ochrzczonych z kapelusza! | Www.wystap.pl – jak wystąpić z kościoła. Centrum informacji i platforma batalii". Wystap.pl. 22 August 2010.